# Rechazo inmunológico en el embarazo
El rechazo inmunológico en el embarazo es una condición conocida de tiempo atrás en el campo de la inmunología del embarazo. Estudios epidemiológicos demuestran que 10 a 15% de todas las parejas, serán infértiles. Se sabe que 2 a 3% de las parejas que se realizan estudios y en las cuales se descarta una patología, son infértiles por mecanismos inmunitarios.

Las funciones de la placenta, como una barrera inmunológica entre la madre y el feto.

El sistema inmune humano permite el desarrollo de un feto genéticamente diferente a la madre, en su propio útero. Esta situación es excepcional, ya que el sistema inmunológico está programado para atacar a cualquier célula diferente a las del organismo materno. Esto se explica por la característica particular de que el embarazo presenta un estado de privilegio inmunológico.
Luego de las técnicas de Reproducción asistida más avanzadas, como ICSI o VIF, más del 50% de los embriones se pierden inmediatamente después de formarse, o un poco más tarde, en lo que se llama aborto bioquímico o clínico. Dentro de las causas de este aborto bioquímico luego de ICSI y IVF, se encuentra el rechazo inmunológico.

Es importante que se produzca un estado llamado de tolerancia inmunitaria entre la madre y el embrión.

## Fenómenos inmunológicos en la gestación
La gestación constituye un estado transitorio de equilibrio.
La gestación, es un ejemplo modelo de tolerancia natural, ambas partes de la interfase madre-hijo, contribuyen a crear una zona que ha sido llamada de privilegio, de tregua, de silencio o de tolerancia inmunológica para el feto.

El sistema inmunitario de la madre, debe tolerar los antígenos del complejo principal de histocompatibilidad del padre, mientras el embrión desarrolla mecanismos de protección frente al sistema inmunitario materno.

La acción de las células NK (Natural killer) de la decidua materna, es diferente a la del resto de las NK circulantes. Mientras el trofoblasto embrionario no expresa el principal antígeno de histocompatibilidad el HLA-A.

### Células Natural Killer (NK)

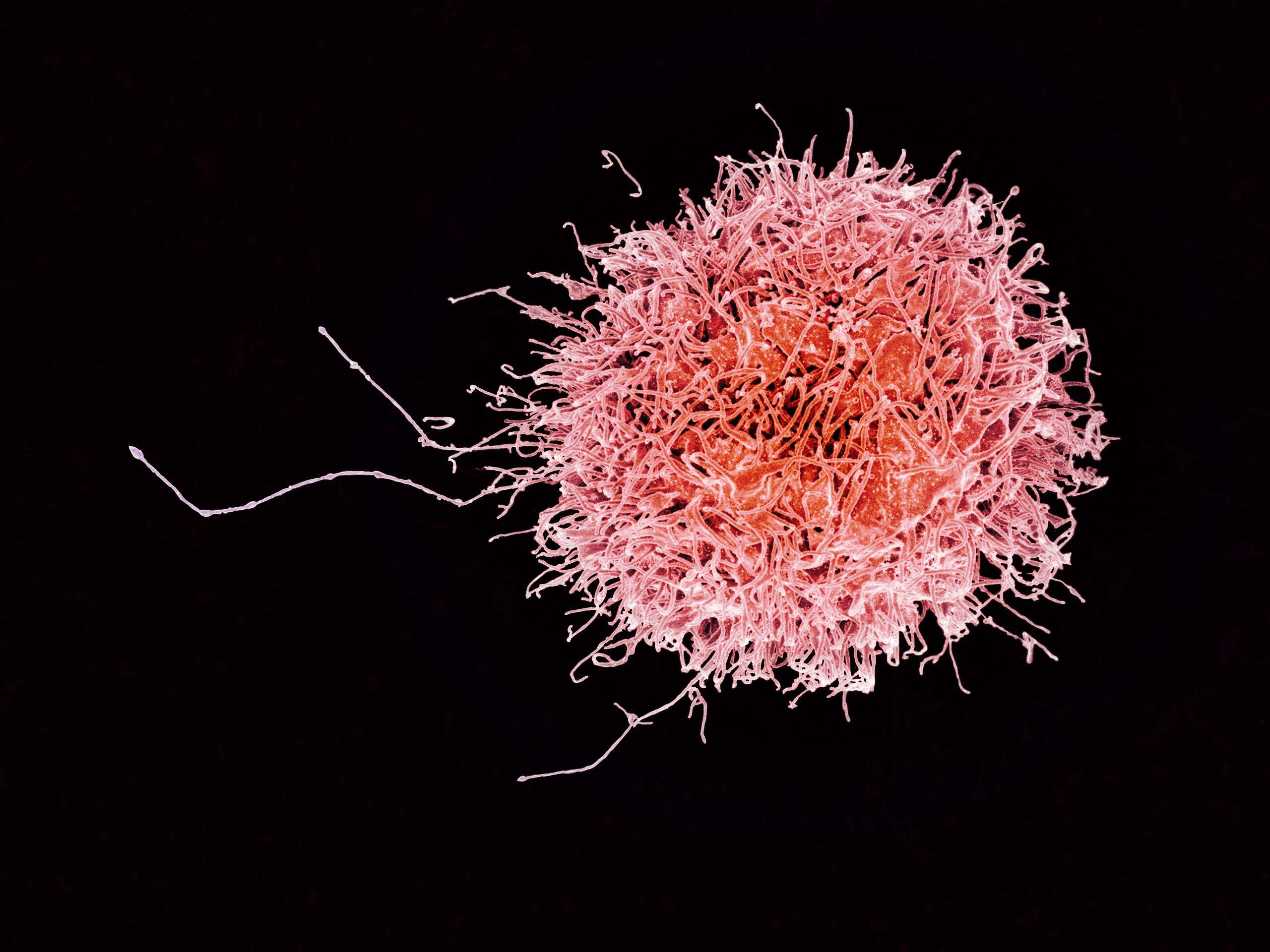
Superficie de un Linfocito NK (Natural Killer). Microscopio electrónico de barrido.

La importancia de los linfocitos NK que participan de la inmunidad innata, reside en que son las células más abundantes en la fase madre-embrión, representan cerca del 70% de todas.

Las NK son células esenciales para el embarazo, puesto que participan en el desarrollo de la placenta y en el correcto flujo sanguíneo entre la madre y el embrión.

El éxito reproductivo va a depender de una correcta interacción entre las células NK del útero de la madre, con los antígenos (HLA) del embrión.
Para que una célula NK esté activada (o inhibida), debe darse un correcto equilibrio entre las moléculas activadoras e inhibidoras que interaccionan con los receptores que se encuentran en su superficie.

Uno de los receptores más importantes es el receptor KIR receptor similar a inmunoglobulina (Killer Immunoglobulin-like Receptor en inglés).
Dentro de los receptores KIR encontramos dos haplotipos: KIR A y KIR B. El KIR A presenta 7 genes: 3 genes comunes para todos los individuos, 3 genes inhibidores y 1 gen activador que además se encuentra poco expresado, siendo su balance final inhibidor de la célula NK. El haplotipo B del receptor KIR, es el subtipo activador.

Cuando el KIR interacciona con un ligando desconocido, se bloquea su estado normal y provoca el efecto contrario al habitual sobre la célula NK. En el caso del embarazo, al interaccionar KIR A con el HLA-C del feto puede producirse el rechazo inmunológico, mientras que KIR B mantiene un factor protector sobre el feto.
Los receptores KIR están expresados por células NK uterinas (uNK), que son las NK en contacto directo con las células placentarias invasoras que transforman las arterias uterinas durante el primer trimestre. Las células trofoblásticas expresan HLA-C materno y paterno, y pueden interaccionar potencialmente con los receptores KIR expresados en las células NK uterinas. Es por esto que el alorreconocimiento de antígenos HLA-C paternos con receptores KIR maternos, puede influir en la invasión trofoblástica y la remodelación vascular.

### Interacciones KIR/HLA-C

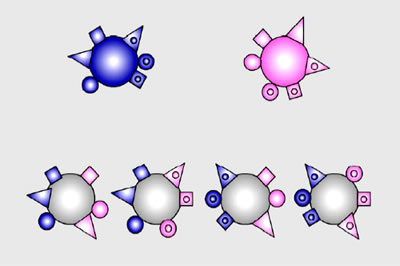
Expresión y Transmisión de moléculas HLA de padres (arriba) hacia los posibles hijos (abajo). Linfocito del padre con sus moléculas de superficie en azul, moléculas de la madre en rosa

Dado un genotipo AA materno y HLA-C paternos: si se da KIR AA--HLA-C1 la interacción se denomina neutra. En caso de ser KIR AA--HLA-C2 es cuando se puede producir rechazo: aumenta el riesgo de preeclamsia, aborto espontáneo y problemas en el desarrollo fetal.
Por otro lado, si el genotipo materno es KIR AB/ BB, en caso de interaccionar con un HLA-C1 paterno, será neutra, y en caso de ser HLA-C2 habrá mayor probabilidad de aumento de peso fetal, ocasionando problemas de obstetricia.

### Reproducción asistida
La personalización del tratamiento resulta clave en los casos de fallo de implantación y abortos de repetición.

Se deben aplicar distintos estudios inmunológicos a la pareja y diferentes métodos de transferencia del embrión.

#### Estudios inmunológicos
- Estudios endometriales
- Alteración de AutoAnticuerpos e Inmunoglobulinas séricas
- Citoquinas e Interleuquinas relacionadas con la respuesta linfocitaria. (Cociente Th1/Th2).
- Estudio del sistema del complemento
- Estudio de compatibilidad materno/embrionaria mediante el genotipado KIR materno y el haplotipo HLA-C paterno.
- Cultivos endometriales

#### SET vs. DET
Se han realizado estudios analizando el ratio de embarazos, abortos y niños nacidos/ciclos de acuerdo con el haplotipo KIR caracterizados por DET (double embryo transfer) o SET (single embryo transfer). Se encontró una ratio de aborto mayor cuando la mujer, de genotipo AA, se sometía a DET, comparando con aquellas con genotipo AB, o BB; mientras que otras mujeres con las mismas características pero sometidas a SET, no se observaron diferencias entre los grupos AA, BA o BB.
Yendo más allá, comparan el ratio de ciclos por embarazo y concluyen que hay una disminución significativa de niños vivos/ciclo cuando el ovocito era donado vs. mujeres con haplotipo AA comparado con aquellas mujeres KIR AB o KIR BB.

#### Conclusiones del empleo de TRA
La elección de único embrión por transferencia (con óvulos de la misma paciente o de donante) genéticamente compatibles con las células uterinas, permitirá aumentar la tasa de niños nacidos y disminuir las complicaciones posteriores como la pre-eclampsia, parto prematuro, bajo peso fetal.

Además, en parejas que presentan esta incompatibilidad materno-fetal, se ha observado que al transferir un único embrión de un óvulo donado compatible con las células uterinas se consigue disminuir la tasa de aborto desde un 94,44% (óvulo/parte paterna incompatibles) a 8,33%.[cita requerida]

#### Aspectos futuros
En cuanto al futuro en este ámbito, se deben aumentar el número de mujeres por cada estudio, ya que las muestras hasta ahora no han sido muy elevadas y se deben relacionar mejor los casos y los controles para una mejor comparación. Además, llevado a la clínica, deben ampliarse los estudios KIR y HLA-C preimplantatorios, sobre todo en parejas cuyo background genético sea diferente, ya que se sabe que las distribuciones alélicas varían entre poblaciones, y de hecho, se puede observar una correlación inversa entre los fenotipos KIR AA y HLA-C2, como son los Japoneses y Coreanos, cuya población presenta la frecuencia más alta de KIR AA y más baja de HLA-C2 y al revés: Aborígenes Australianos e Indios Asiáticos presentan muy alta frecuencia de HLA-C2 y muy baja de KIR AA.